# Radschab Jussupowitsch Butajew
Radschab Jussupowitsch Butajew (russisch Раджаб Юсупович Бутаев; * 15. Dezember 1993 in Salsk) ist ein russischer Profiboxer und ehemaliger WBA-Weltmeister im Weltergewicht.

## Amateurkarriere
Radschab Butajew wurde 2011 Russischer Jugendmeister im Bantamgewicht und gewann auch das Jugendturnier Brandenburg Cup in Deutschland, wobei ihm unter anderem Siege gegen Enrico Lacruz und Eimantas Stanionis gelangen. Darüber hinaus gewann er im selben Jahr auch die Silbermedaille im Bantamgewicht bei den Jugend-Europameisterschaften in Dublin, als er nach vier Siegen erst im Finale gegen Jurij Schestak unterlegen war.
2012 wurde er nach einer Finalniederlage gegen Armen Sakarjan Russischer Vizemeister im Halbweltergewicht, gewann jedoch 2013 in derselben Gewichtsklasse die Sommer-Universiade in Kasan.
2014 wurde er Russischer Meister im Weltergewicht und besiegte im Finalkampf Andrei Samkowoi, im Finale 2015 verlor er gegen diesen und wurde Vizemeister. Bei den Europameisterschaften 2015 in Samokow schied er im Achtelfinale gegen Adam Nolan aus.
Radschab Butajew boxte darüber hinaus von 2013 bis 2015 für das Russian Boxing Team in der World Series of Boxing und gewann acht von neun Kämpfen. Er besiegte dabei unter anderem Denys Berintschyk (WM-Silber 2011, Olympiasilber 2012), Liu Wei (WM-Bronze 2015) und Roniel Iglesias (WM-Gold 2009, Olympiagold 2012).

## Profikarriere
Sein Profidebüt bestritt er am 25. März 2016 in den USA; er steht bei DiBella Entertainment und Fight Promotions unter Vertrag. Bis Mai 2019 gewann er jeden seiner zwölf Kämpfe, davon neun vorzeitig, und wurde dabei auch NABF-Champion im Halbmittelgewicht.
Am 30. November 2019 verlor er in Monte-Carlo beim Kampf um den Weltmeistertitel der WBA im Weltergewicht durch eine einstimmige Punktniederlage gegen den bis dahin ebenfalls ungeschlagenen Alexander Besputin. Die Monaco Boxing Federation hob das Kampfurteil jedoch am 6. Oktober 2020 auf, da Besputin nach dem Kampf positiv auf das verbotene Dopingmittel Ligandrol getestet worden war. Die WBA hatte Besputin den WM-Titel bereits im Juli 2020 entzogen, nachdem die A-Probe im Januar und auch die B-Probe im Juni positiv ausgefallen war. Darüber hinaus wurde er mit einer sechsmonatigen Wettkampfsperre belegt.
Butajew konnte jedoch am 30. Oktober 2021 in Las Vegas erneut um den WBA-Weltmeistertitel im Weltergewicht boxen und besiegte dabei den US-Amerikaner Jamal James (Bilanz: 27-1) durch TKO in der neunten Runde.
Am 16. April 2022 verlor er nach Punkten gegen Eimantas Stanionis.

## Persönliches
Radschab Butajew ist in Salsk geboren, jedoch in Chassawjurt aufgewachsen. Er ist verheiratet und Vater von zwei Kindern. Aktuell lebt er aufgrund seiner Profikarriere in Brooklyn, New York City.